# 國生一彦
國生 一彦（こくしょう かずひこ、1931年 - ）は、日本の弁護士。國生法律事務所所長。

## 年表
- 1931年生まれ
- 1950年3月 - 東京都立新宿高等学校卒業
- 1954年3月 - 東京大学法学部卒業
- 1954年4月 - 三菱銀行入社
- 1981年4月 - 弁護士登録（東京弁護士会）
- 1982年4月 - ワシントン大学ロー・スクール卒業
- 1982年4月 - ニューヨーク、デイヴィス・ポーク＆ウォードウェル法律事務所客員弁護士
- 1985年6月 - 退社
- 1985年7月 - 國生法律事務所設立
- 2021年11月30日 - 抹消請求により弁護士登録取り消し[1]

## 著書
- 「アメリカの不動産取引法」社団法人商事法務研究会
- 「判例アメリカの不動産トラブル」社団法人商事法務研究会
- 「国際金融法務読本」東京布井出版株式会社
- 「現代イギリス不動産法」社団法人商事法務研究会
- 「パートナーシップの法律」社団法人商事法務研究会
- 「「e-の法律」サイバー世界の法秩序」（共著）東京布井出版株式会社
- 「改正米国動産担保法」社団法人商事法務研究会
- 「米国の電子情報取引法（UCITAの解説）」社団法人商事法務研究会
- 「アメリカの誕生と英雄達の生涯　碧天舎」
- 「インターネットの法的論点と実務対応　東京弁護士会」（第9章のみ分担）、株式会社ぎょうせい
- 「国際取引法―その実務法・比較法・統一法的考察―」株式会社有斐閣
- 「国際取引紛争に備える-アメリカ、EU、イギリスなどでの法務リスク（トラブル管理から訴訟まで）-」八千代出版株式会社
- 「コモンローによる最新国際金融法務読本」株式会社商事法務
- 「アメリカの法廷で闘うとしたら―日本とどれほど違うか―」株式会社八千代出版
- 「アメリカの憲法成立史―法令索引、判例索引、事項索引による憲政史―」株式会社八千代出版
- 「アメリカの本当のはじまり」株式会社八千代出版
- 「もう1つのアメリカ史―キング牧師と、公民権運動の志士たち―」知道出版

## 学界
- 東洋大学法科大学院教授（国際関係（私法）担当）平成14～平成16年度

## 学会
- 国際商取引学会（2005年、2006年の全国大会で報告者）

## セミナー・講演等
- 日刊工業新聞社主催海外不動産投資セミナー（昭和63年6月、東京トレードセンター）
- ケベック州司法協会主催シンポジウム「法と社会」（平成2年4月、モントリオール）
- カナダ・バンクーバーにて　平成七年八月（コリアーズ社主催）およびサンフランシスコワールド・トレード・センターにて（ジョンズ・ラング・ウートン社主催）、セミナー「金融システムの混乱是正策」
- ＩＢＡ国際金融法セミナー、平成八年五月、スイス、ジュネーブ、（レンダー・ライアビリティ）
- 日弁連平成8年10月大会シンポジウム（別府）銀行と消費者（変額保険等）
- 日弁連国際組織犯罪防止条約対策ワーキンググループ主催によるマネロンとgate keeper問題シンポジウム　2001年10月15日
- Lawasia, Biennale,金融法部会スピーカー　2001年10月5日

## 役職
監査役
- 日電工業株式会社
- 菱華産業株式会社
- 財団法人服部報公会 監事

顧問
- 三菱UFJ信託銀行株式会社
- 株式会社十六銀行
- 大日本塗料株式会社
- 鈴与株式会社
- 坂口電熱株式会社
- 中央住宅株式会社（ポラス・グループ）